# آمروتانجان
آمروتانجان (انگلیسی: Amrutanjan) شرکت خوشه‌ای هندی است، که در سال ۱۸۹۳ تأسیس شد.